# Frontenac (Żyronda)
Frontenac – miejscowość i gmina we Francji, w regionie Nowa Akwitania, w departamencie Żyronda.
Według danych na rok 1990 gminę zamieszkiwało 687 osób, a gęstość zaludnienia wynosiła 48 osób/km² (wśród 2290 gmin Akwitanii Frontenac plasuje się na 586. miejscu pod względem liczby ludności, natomiast pod względem powierzchni na miejscu 797.).